# José Inés Salazar
El general José Inés Salazar fue un militar mexicano. (Nació en Casas Grandes, Chihuahua, en 1884.-Hacienda de Nogales, Chihuahua, 9 de agosto de 1917)

## Magonista
Militó en el Partido Liberal Mexicano, que desde los Estados Unidos dirigían los hermanos Ricardo y Enrique Flores Magón, al grado en que en 1908 participó en los movimientos armados y planeados y convocados por ellos en contra de Porfirio Díaz. En diciembre de 1910 formó parte del grupo magonista que bajo las órdenes de Práxedis G. Guerrero incursionó en el estado de Chihuahua. Hacia abril de 1911 se separó del Ejército Libertario junto con otros revolucionarios y se unió a los maderistas.

## Orozquismo
En febrero de 1912 se sublevó junto con Emilio P. Campa en contra de Francisco I. Madero, convirtiéndose en uno de los primeros cabecillas que poco después acaudillaría a Pascual Orozco. En el mismo mes ocupó Ciudad Juárez y combatió a Francisco Villa en Boquilla de Conchos, Chihuahua; en marzo participó en la Batalla de Rellano, Chihuahua, donde al mando del general Orozco derrotaron al general José González Salas. Fue comisionado luego para expedicionar en el estado de Coahuila, donde libró muchas batallas. En julio de 1912 fue comisionado a emprender la campaña orozquista en Sonora, donde fue continuamente derrotado, hasta que regresó en octubre a Chihuahua, sin lograr grandes victorias.

## Huertismo
En marzo de 1913 se amnistió a Victoriano Huerta, que le reconoció su grado de general brigadier y lo comisionó al estado de Chihuahua, encomendándole proteger la vía de ferrocarril entre Casas Grandes y Ciudad Juárez. En noviembre del mismo año participó en la defensa de la ciudad de Chihuahua, bajo las órdenes del general Salvador Mercado, ascendiéndosele a general de brigada; combatió a la avanzada de las fuerzas villistas, las cuales finalmente derrotaron a las federales y lograron el control del estado al ocupar Ojinaga en enero de 1914. A causa de la derrota, Salazar y otros ocho generales cruzaron la frontera, pero fueron hechos prisioneros por las autoridades estadounidenses. El 6 de marzo de 1914 el gobierno huertista le confirió el grado de general de división, a pesar de encontrarse prisionero. 

## Villismo
Desde Estados Unidos conspiró contra el gobierno de Venustiano Carranza; al salir de la prisión, organizó algunas fuerzas y se internó por Ciudad Juárez en territorio mexicano. Fracasó en su intento y fue hecho prisionero el 25 de mayo de 1916, siendo remitido por el general Gabriel Gavira a la penitenciaría del estado de Chihuahua. Fue liberado en septiembre de ese año por Francisco Villa, quién tomó por sorpresa la capital estatal. Se refugió en Estados Unidos, donde fue nuevamente aprehendido. En agosto de 1917 volvió a la lucha bajo la bandera villista, pero fue asesinado a las afueras de la Hacienda de Nogales, en Chihuahua.  